# کاری‌یوو
کاری‌یوو (انگلیسی: Kariyevo) یک شهرک در شهرستان کراسنوکامسکی استان باشقیرستان کشور روسیه است.